# Лівий націоналізм
Лівий націоналізм — форма націоналізму, що ґрунтується на соціальній рівності, народному суверенітеті та національному самовизначенні. З'явився в часи якобінства, під час Великої французької революції. Лівий націоналізм також може включати антиімперіалізм та національно-визвольний рух. Він відрізняється від правих націоналістів, і заперечує крайні ультраправих та фашизм, хоча деякі форми лівого націоналізму включають платформу расизму, що сприяє гомогенному суспільству та відмови від меншин та протидії імміграції.
У число прогресивних, лібертарних і демократичних ліво-націоналістичних рухів, зазвичай, включають національно-визвольні й антиколоніальні рухи пригноблених народів. Як відомі історичні приклади називають:
- Індійський національний конгрес, який під проводом Магатми Ґанді боровся за незалежність Індії, а після її здобуття під керівництвом Джавахарлала Неру виступав на міжнародній арені за антиколоніальне співробітництво народів «Третього світу»;
- Шинн Фейн, під час війни за незалежність Ірландії і під час Конфлікту в Північній Ірландії;
- Африканський національний конгрес в Південно-Африканській Республіці під проводом Нельсона Мандели, який боровся з апартеїдом.

У визвольних рухах залежних народів брали участь і марксисти на зразок Джеймса Конноллі. Подібні рухи також прагнуть використовувати інтернаціоналізм і міжнародну солідарність, прикладом чого є панафриканізм і боліваризм в Латинській Америці.
«Лівий націоналізм» може приймати й авторитарні форми. Тоталітарна його форма, яку називали «радянським патріотизмом», існувала в роки сталінізму в Радянському Союзі. Арабська соціалістична партія Баас в Сирії та раніше в Іраку сприяла посиленню панарабского націоналізму і пропаганді державного соціалізму, одночасно пригнічуючи комуністичну опозицію. Йосип Броз Тіто, лідер Югославії й Союзу комуністів Югославії, сприяв просуванню лівого націоналізму. Чучхейський режим КНДР є агресивно націоналістичним, і класифікується деякими дослідниками як расистський та ідеологічно схожий на етнонаціоналізм.
У сучасному світі немає жодної країни або держави, політичний устрій якого можна було б кваліфікувати, як «лівий націоналізм». Серед причин ряд дослідників називають суперечливість ідей та течій, які об’єднуються під поняттям «лівого націоналізму» та обумовлюють його нежиттєздатність.
В Україні сучасними лівими націоналістичними організаціями є «Автономний опір» у Львові та «Новий вогонь»[джерело?] у Києві. 